# 2007年至2008年英格蘭足總盃
2007/08球季英格蘭足總盃（英語：FA Cup），是第127屆英格蘭足總盃，今屆賽事的冠軍是樸茨茅夫，他們在決賽以1:0擊敗英冠球队卡迪夫城，奪得冠軍。

## 外部連結
1. 英格蘭足總盃官網Archive-It的存檔，存档日期2012-04-24
2. 英格蘭足總盃 歷屆冠軍（页面存档备份，存于）